# Bois-Grenier

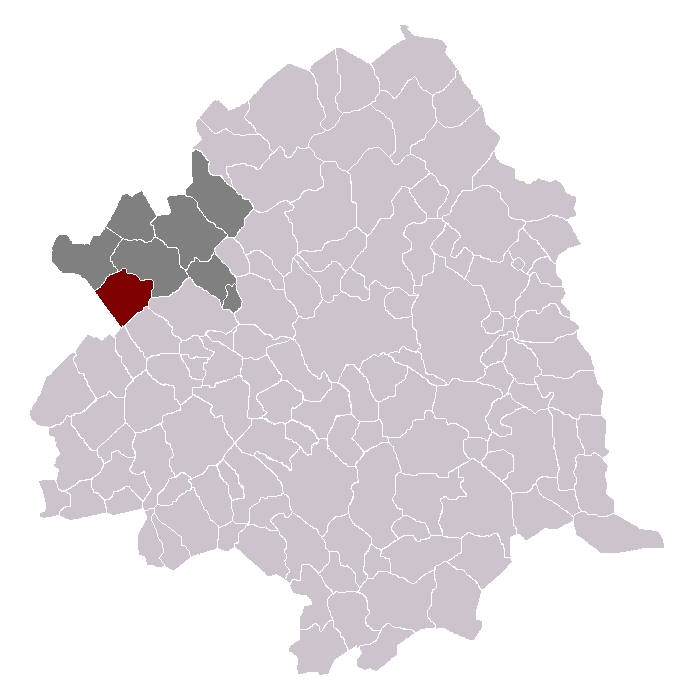
Localització de Bois-Grenier

Bois-Grenier és un municipi francès, situat a la regió dels Alts de França, al departament del Nord. L'any 2006 tenia 1.405 habitants. Limita al nord-est amb La Chapelle-d'Armentières, a l'est amb Ennetières-en-Weppes, al sud-est amb Radinghem-en-Weppes, al sud amb Le Maisnil, a l'oest amb Fleurbaix i al nord-oest amb Erquinghem-Lys.

## Demografia
| 1962                                       | 1968 | 1975  | 1982  | 1990  | 1999  | 2006  |
| ------------------------------------------ | ---- | ----- | ----- | ----- | ----- | ----- |
| 655                                        | 751  | 1.004 | 1.218 | 1.356 | 1.450 | 1.405 |
| Des de 1962: població sense dobles comptes |      |       |       |       |       |       |

## Administració
| Període | Identitat       | Partit |
| ------- | --------------- | ------ |
| 2001-   | Michel Delepaul |        |